# Смолвуд
Смо́лвуд (англ. Smallwood Reservoir) — водохранилище, расположенное в западной части Лабрадора, в провинции Ньюфаундленд и Лабрадор, Канада, около границы с провинцией Квебек. Площадь водной поверхности 6460 км², общая площадь водохранилища 6527 км² — десятый по величине пресноводный водоём в Канаде и второе по площади водохранилище в мире. Высота над уровнем моря 471 метр.
Водохранилище было создано в 60-е годы XX столетия путём строительства плотин на реке Черчилл возле одноимённого водопада. В отличие от других водохранилищ, вода сдерживается не одной большой дамбой, а серией из 88 плотин, общая длина которых достигает 64 км. Уровень воды был поднят на 8,3 метра. Несколько сотен озёр, включая крупные озера Мишикамо и Лобстик, стали частью огромного водохранилища объёмом 28 кубических километров. Название дано в честь Джозефа Робертса Смолвуда, первого премьер-министра Ньюфаундленда.
Коренные жители этого района — индейцы наскапи. Первыми европейцами, побывавшими здесь, были Джон МакЛин и Эрланд Эрландсон в 1839 году. Район нанесён на карту миссионером отцом Бабелем, а подробнее, в деталях — Альбертом Лоу из Геологической службы доминиона в 1895 году.